# La Légende de Jesse James
Pour plus de détails, voir Fiche technique et Distribution.
La Légende de Jesse James (The Great Northfield, Minnesota Raid) est un film américain écrit et réalisé par Philip Kaufman et sorti en 1972.

## Synopsis
En 1876, Jesse James et sa bande (Cole Younger et ses frères, Chadwell, Charlie Pitts et Clel Miller) décident de braquer la banque nationale de Northfield au Minnesota, après le rejet d'une amnistie visant à les blanchir de leurs fautes antérieures. La bande se divise en deux, et chaque groupe part de son côté : c'est le groupe de Cole Younger qui arrive le premier et qui prépare le braquage en incitant les habitants à mettre leur or dans la banque.

## Fiche technique
Sauf indication contraire, les informations mentionnées dans cette section peuvent être confirmées par la base de données cinématographiques IMDb,  présente dans la section « Liens externes ».
- Titre français : La Légende de Jesse James
- Titre original : The Great Northfield, Minnesota Raid
- Réalisation et scénario : Philip Kaufman
- Musique : Dave Grusin
- Photographie : Bruce Surtees
- Montage : Douglas Stewart
- Costumes : Helen Colvig
- Production : Jennings Lang et Cliff Robertson (non crédité)
- Sociétés de production : Robertson and Associates
- Société de distribution : Universal Pictures
- Genre : western, historique
- Pays de production :  États-Unis
- Durée : 91 minutes
- Dates de sortie :
  - États-Unis : 14 juin 1972 (New York)
  - France : 26 août 1972
- Affiche : Jacques Vaissier (France)

## Distribution
- Cliff Robertson (VF : Henry Djanik) : Cole Younger
- Robert Duvall (VF : Roger Rudel) : Jesse James
- Luke Askew : Jim Younger
- R. G. Armstrong (VF : Pierre Collet) : Clel Miller
- Royal Dano (VF : Paul Villé) : Gustavson, le vieux fou
- John Pearce (VF : Jean-Jacques Steen) : Frank James
- Wayne Sutherlin (VF : Jacques Torrens) : Charley Pitts
- Anne Barton (en) : Mme Miller
- Matt Clark (VF : Georges Poujouly) : Bob Younger
- Henry Hunter (VF : Louis Arbessier) : le président de l'assemblée du Missouri
- Madeleine Taylor-Holmes (VF : Marie Francey) : la vieille femme
- Marie-Robin Redd (VF : Lita Recio) : Kate
- Nellie Burt : la femme aux poupées
- Dana Elcar : Allen
- Donald Moffat (VF : Alain Nobis) : Manning
- Eric Holland : le shérif
- Liam Dunn : le marchand ambulant

## Production
Le tournage a lieu dans l'Oregon (Jacksonville et Gold Hill) ainsi qu'au Railtown 1897 State Historic Park (en) à Jamestown en Californie.